# Perikarp

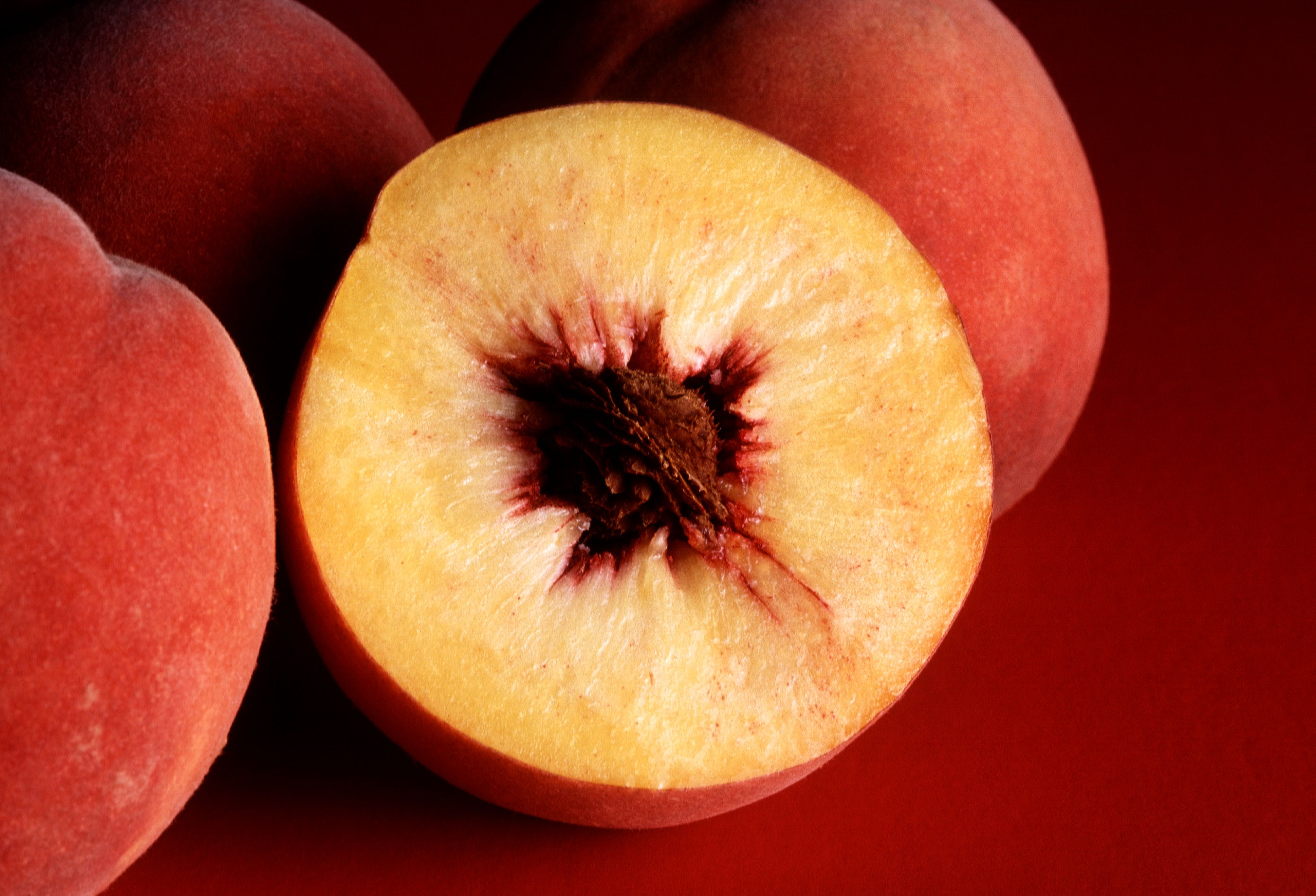
Dreiteiliges Perikarp beim Pfirsich: Die rotgefärbte äußere Schale entspricht dem Exokarp, das Fruchtfleisch dem Mesokarp und die verholzte Schicht des Kerns dem Endokarp

Fruchtaufbau bei der Gattung Prunus

Ein Perikarp (lateinisch Pericarpium; von altgriechisch περί perí „um … herum“ und καϱπός karpós „Frucht“) ist das Fruchtgehäuse oder die Fruchtwand bei Samenpflanzen.
Die Entwicklung einer Frucht beginnt nach der Befruchtung der Samen; die Frucht ist also die Blüte im Zustand der Samenreife, bei der regelmäßig die Blütenorgane mit Ausnahme des Gynoeceums (das weibliche Geschlechtsorgan der Blüte, also die Gesamtheit der Fruchtblätter) zugrunde gehen. Die Gynoeceum-Wand wird bei der Fruchtbildung zur Fruchtwand, auch Perikarp genannt. Nach den Eigenschaften eines Perikarps in den reifen Früchten unterscheidet man zwischen Öffnungs-, Zerfalls- oder Schließfrüchten.
Die innere Epidermis des Perikarps wird als Endokarp, die äußere Epidermis als Exokarp oder Epikarp bezeichnet, dazwischen liegt das Mesokarp oder (wenn es fleischig oder saftig ist, Fruchtfleisch) auch Sarkokarp, bei den Zitrusfrüchten wird es wegen seiner weißen Farbe auch als Albedo (von lateinisch albedo „weiße Farbe, das Weiß“) bezeichnet.
Diese Schichten können gleichartig ausgeprägt sein, zum Beispiel trockenhäutig bei der Balgfrucht, verholzt bei der Nussfrucht oder fleischig bei der Beere; oder sie sind verschiedenartig wie bei der Steinfrucht. Hier stellt der den Samen umgebende verholzte Kern das Endokarp, das Fruchtfleisch das Mesokarp und die darüberliegende Haut das Exokarp dar.